# Tetőablak

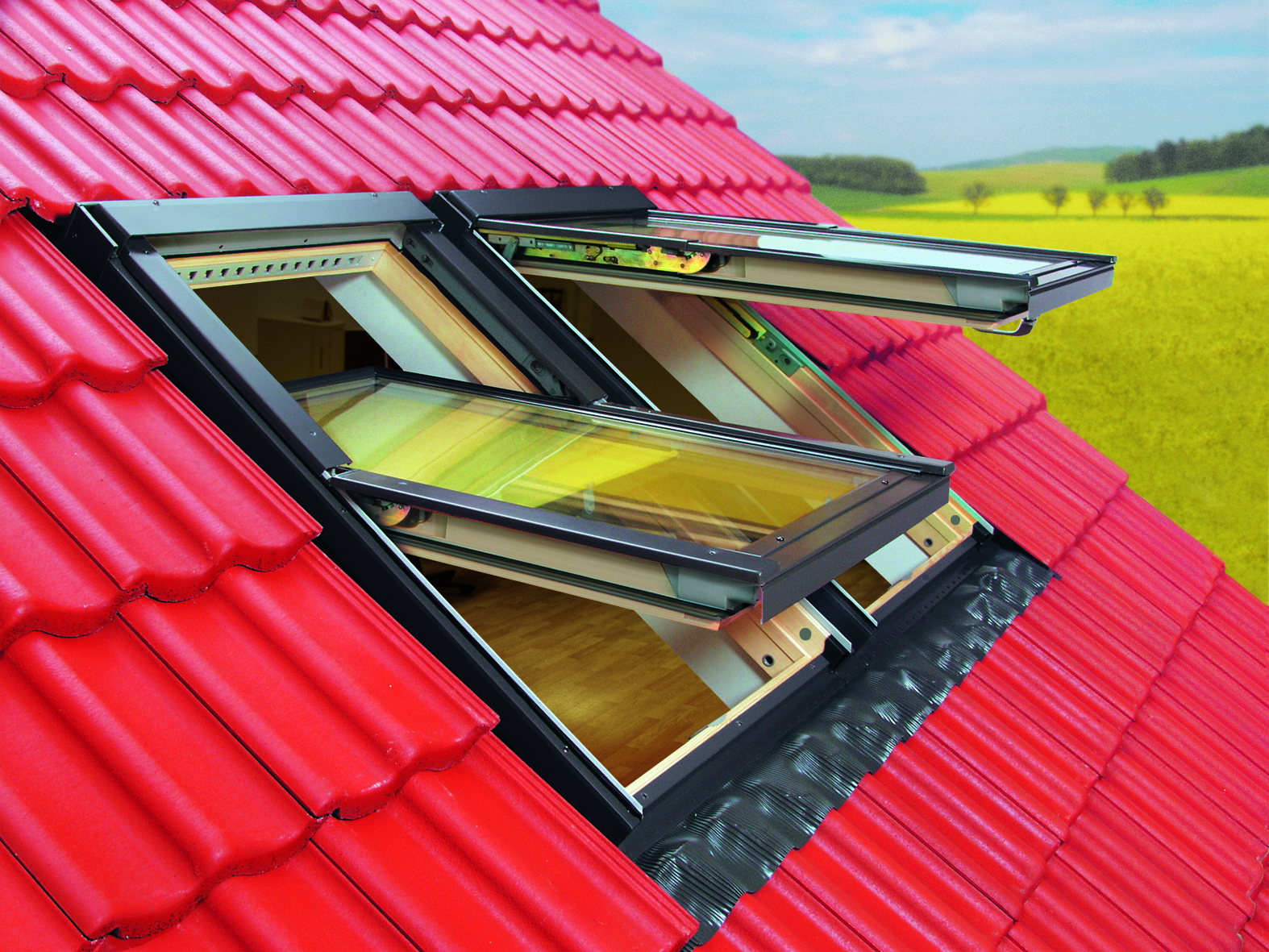
Nyitott modern tetőablakok

A tetőablak a tetőszerkezeten, illetve a tetőfedő elemeken kialakított nyílásban elhelyezett építőelem, egy speciális ablak, amelyen keresztül fény és levegő jut a tetőtérbe. A tetőtér beépítése esetén alkalmazzák. Anyaga lehet műanyag, fa vagy poliuretán bevonatú fa, illetve több típusa létezik a nyitásmód, a kilincs elhelyezése vagy a kezelés módja szempontjából is.

## Funkciója
A tetőtér beépítésével nyert lakótér különböző funkciójú helyiségeknek rendezhető be – azonban, mivel az itt tartózkodók közvetlenebb módon szembesülnek az időjárási elemekkel, az erős napfénnyel, az esővel, a hóval, a faggyal és a jéggel – körültekintően ügyelni kell a tető kialakításánál alkalmazott elemek, így a tetőablak kiválasztására is. A tetőablakoknak fokozott védelmet kell nyújtaniuk az időjárás viszontagságai ellen. Ezen kívül, az e típusú nyílászárók használatával a tetőtérből az itt tartózkodók számára kedvező kilátás nyílik a környezetre.

## Csoportosítása

### Keret anyaga szerint
- Fa[1]
- Műanyag (PVC)[1]
- Poliuretán bevonatú fa

### Nyitásmód szerint
Billenő: A billenő ablak a tetőtéri ablakok alaptípusa, amely kizárólag billenő módban nyílik. Az ablak lejfeljebb 180 fokban nyitható, átfordítható és reteszelhető, kilincse a szárny alsó részén helyezkedik el.
Felnyíló-billenő: A felnyíló-billenő tetőablak felnyíló és billenő módban egyaránt használható. A billenő mód az ablak nyitását és a külső árnyékolóhoz való hozzáférését biztosítja. Felnyíló módban az ablak 45 fokos szögben kinyitható, ami remek kilátást biztosít.
Speciálisan billenő vagy megemelt forgástengelyű: Nagy előnye a középen billenő ablakokhoz képest, hogy teljesen kinyitott állapotban sem lóg be a szárny a tetőtérbe, így biztosan nem verjük bele a fejünket. Továbbá szúnyogháló esetén is teljes terjedelmében nyitható a tetőablak.
Oldalra nyíló: Ez kizárólag abban az esetben érdemes választani, amikor ezen az ablakon keresztül kell kijutni a tetőre. Tipikus eset amikor a kéményseprő kijárat csak a lakott tetőtérből oldható meg. Ezek a tetőablakok ugyanolyan jó hőszigeteléssel rendelkeznek, mint a többi és belső árnyékoló is szerelhető rájuk. Sajnos külső árnyékoló nem szerelhető rájuk.

### A kilincs helyzete szerint
Felső kilincses: Amennyiben a tetőablak kilincse az ablakszárny felső részén található, a nyílászárót legideálisabb úgy beépíteni, hogy a kilincs és a padló szintjének távolsága körülbelül 185-200 centiméter legyen.
Alsó kilincses: Egyes tetőablakgyártók kizárólag alsó, mások alsó és felső kilincses tetőablakokat egyaránt kínálnak. Az ablakszárny alsó részén elhelyezkedő kilinccsel nyitható tetőablak beépítése akkor javasolt, ha a felső kilincset nem lehetne elérni, de az alsó kilincs még elérhető és be is húzható az ablak kinyitása után.

### A kezelés módja szerint
Kézi: Kézzel nyitható ablakokat csak bizonyos beépítési magasság alatt érdemes választani, hogy a lakók kényelmesen tudják kezelni azokat.
Elektromos: A kézzel el nem érhető magasságban elhelyezkedő tetőablakok esetében célszerű elektromos vezérlésű nyílászárót beépíteni. Ezeket kézi távirányítóval vagy távirányítórúddal lehet kinyitni, illetve becsukni.

### Alkalmazást befolyásoló tényezők
- Tető dőlésszöge

Annál hosszabb tetőablakot célszerű beépíteni, minél kisebb a tető hajlásszöge. Optimális esetben az ablak alja a padló szintjétől 90-110 centiméterre, az ablakszárny felső részén található kilincs pedig 185-200 centiméterre helyezkedik el.
- Helyiség rendeltetése és magassága

- Ablak funkciója

- Optimális fényeloszlás

A tetőtéri ablakok elhelyezkedése meghatározza a nappali fény eloszlását: a több kisebb tetőablak egyenletesebb fényt biztosít, mint egy nagy, ezért a nyílászárók elhelyezkedését az optimális fényeloszlás érdekében körültekintően kell megtervezni.
- Ablak beszerelési magassága

Kézzel nem elérhető magasságba is beépíthető tetőablak, azonban ezekben az esetekben, az egyszerű nyitás-csukás érdekében célszerű elektromos vezérlésű változatot választani.
- Térdfal magassága

- Szarufatávolság

A tetőszerkezetet alkotó szarufák távolsága ma Magyarországon jellemzően 78 centiméter szélességű tetőablakok beépítését teszi célszerűvé. Ha a szarufák egymástól való távolsága, illetve a tetőablak szélessége nem kompatibilis, az ablak körül a tetőszerkezetet át kell alakítani, ehhez kisebb-nagyobb ácsmunkára van szükség.

## Jellemzői

### Hőszigetelés
Az épületek energiavesztesége főként az ajtókon és az ablakokon keresztül történik, ezért célszerű a tetőablak kiválasztásánál arra törekedni, hogy a hőveszteséget minél inkább lecsökkentsük. Mivel a tető sokkal jobban ki van téve az időjárás elemeinek, az erős napfénynek és a fagynak egyaránt, mint a ház alsóbb szintjei, a tetőablakok általában jó hőszigetelő tulajdonsággal rendelkeznek. A tetőablakok hőszigetelését főként az üvegezésük határozza meg. Az ablak hőszigetelő tulajdonságaira az úgynevezett hőátbocsátási tényező utal. Ennek jele U, mértékegysége W/m2K. A hőátbocsátási tényező azt mutatja meg, mennyi időegységre jutó hőenergia hatol be az üveg 1 négyzetméternyi felületén 1 Celsius-fok külső-belső hőmérséklet-különbség esetén.

### Esővédelem
A tetőablakok üvegezése egy úgynevezett könnyen tisztuló bevonattal rendelkezhet. Ez egy az üveg külső felületére felvitt bevonat tartós és láthatatlan bevonat, amely szétoszlatja a pára- és az esőcseppeket, és feloldja az üveg külső felületére kerülő szennyeződéseket. A bevonat jóvoltából zavartalanabb a kitekintés az ablakon esőzés alatt és utána is, illetve eső után az üvegfelület gyorsabban megszárad. A könnyen tisztuló bevonatot a tetőablak beépítése után a napfény UV-sugarai aktiválják egy-két héten belül.

### Fényvédelem
A tetőtér az erős napfénytől való védelme különböző, az ablakra szerelhető kiegészítőkkel valósítható meg. Ilyen kiegészítők például a különböző rolók, redőnyök és reluxák. Mivel a tetőtérbe általában több napfény jut be, mint a ház alsóbb szintjeire egy hagyományos ablakon, a komfortos ott-tartózkodás érdekében gyakran látják el a tetőablakokat a fenti kiegészítőkkel. A rolókat a tetőablak szárnyára rögzíthetjük, általában több pozícióban is, kampós, sínes és harmonika változatuk is létezik.

### Panoráma
A tetőtérből általában kedvezőbb kilátás nyílik a környezetre, mint az épület alsóbb szintjein található ablakokból. Az úgynevezett panorámaablak nagy méretével biztosítja a tetőtér megfelelő szellőzését és megvilágítását, illetve nagy nyitási szögének köszönhetően lehetővé teszi a tetőre való kilépést is. A panorámaablakok nyitás szerint lehetnek billenők vagy felnyíló-billenők.

### Szellőzés
A lakótér levegője megfelelő pára- és oxigéntartalmának biztosítása érdekében a tetőablakok több típusa rendelkezik beépített szellőzőnyílással, amelynek segítségével a szükséges légáramlás az ablak csukott állapotában is megoldott.

## Gyártók
- Roto
- FAKRO
- Schindler
- VELUX
- Kronmat
- Altaterra

## Weblapok és cikkek
A nagy tetőablak összehasonlítás, Tetőablak.hu, 2023.01.30.